# Monte Baldo
Il monte Baldo è un massiccio montuoso delle Prealpi Gardesane di altezza massima pari a 2 218 m s.l.m., esteso da nord-est a sud-ovest, compreso tra le province di Trento e Verona (tra i territori comunali di San Zeno di Montagna, Avio, Caprino Veronese, Ferrara di Monte Baldo, Brentonico, Mori, Nago-Torbole, Malcesine, Brenzone, Torri del Benaco e Garda), confinante a sud con la pianura padano-veneta all'altezza di Caprino Veronese, a ovest con il lago di Garda, a nord con la valle che congiunge Rovereto a Nago-Torbole e ad est con la Vallagarina.

## Origine del nome
Il nome deriva dal tedesco medievale Bald (Wald in tedesco moderno), ovvero bosco, e risale al XII secolo. In epoca romana era chiamato mons Polninus.

## Geografia

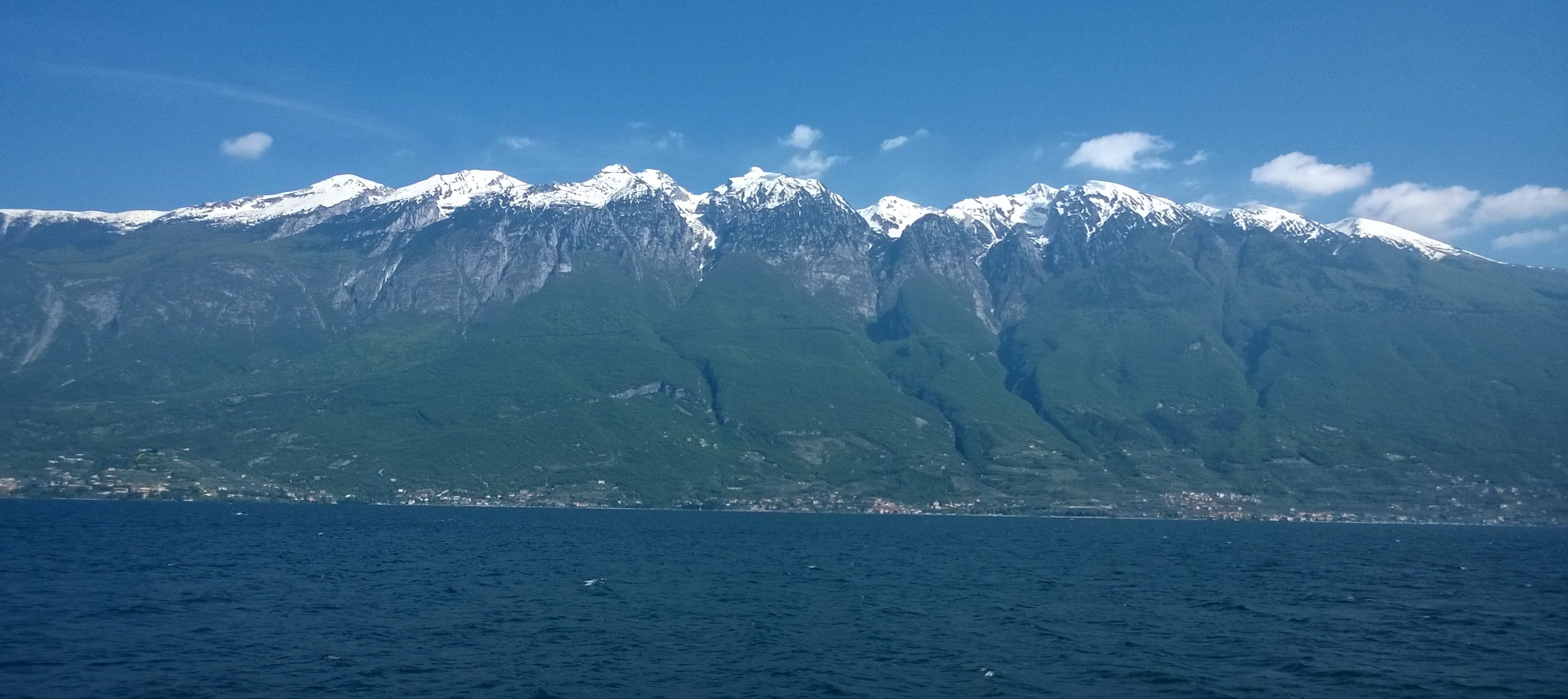
Il Monte Baldo visto da Campione del Garda

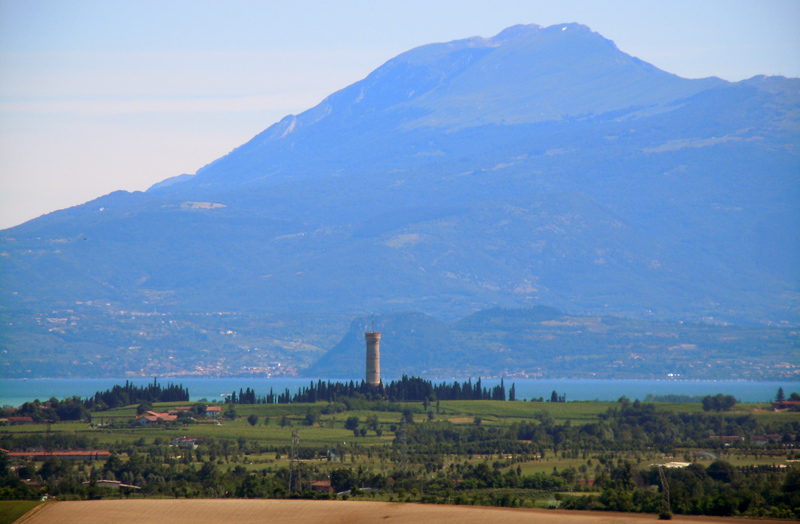
Il Monte Baldo visto da Solferino (MN). In basso la torre di San Martino della Battaglia.

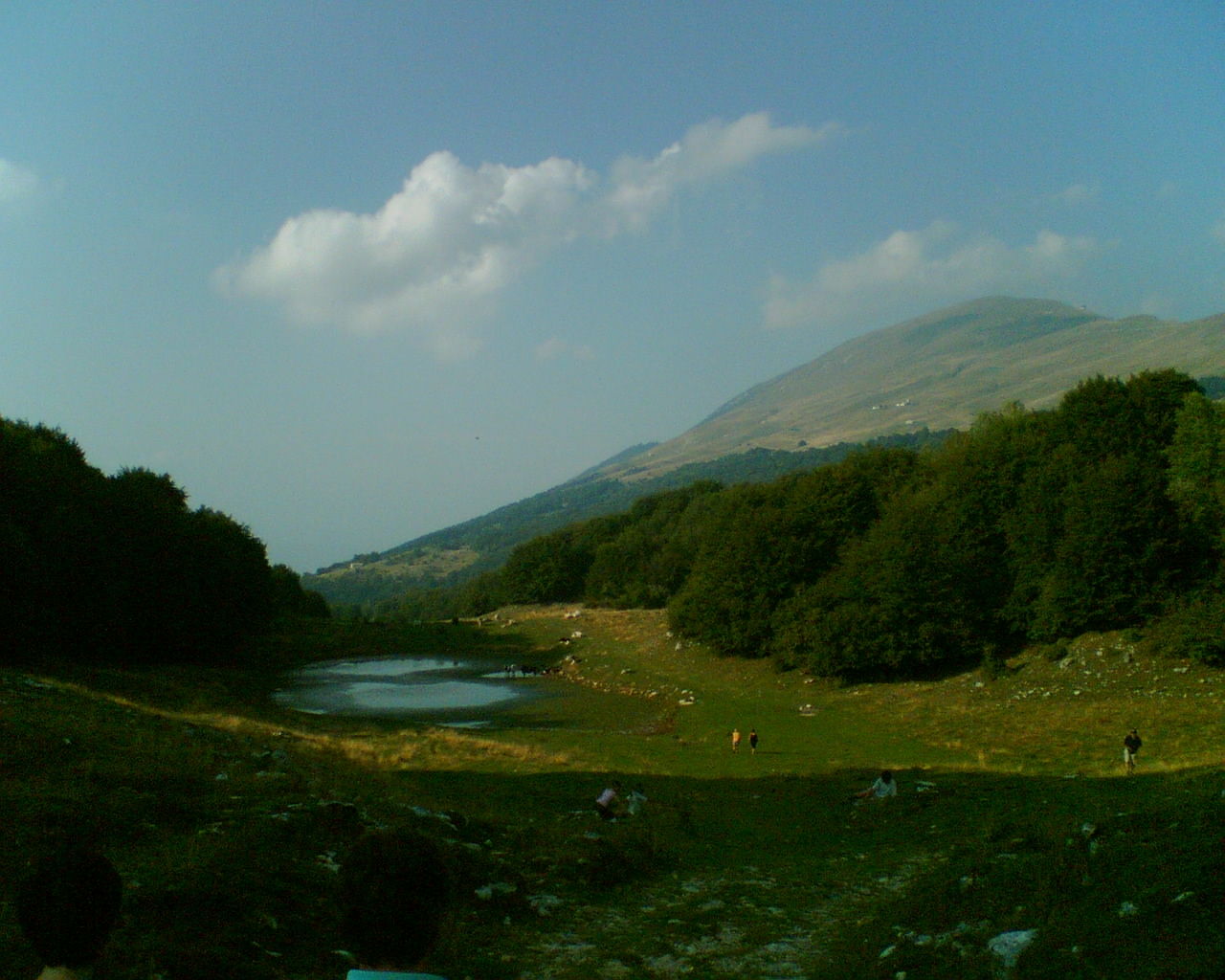
Località "Due pozze" in prossimità di Prada (VR), h.1280 m

Il monte Altissimo, di cui si può vedere l'anticlinale

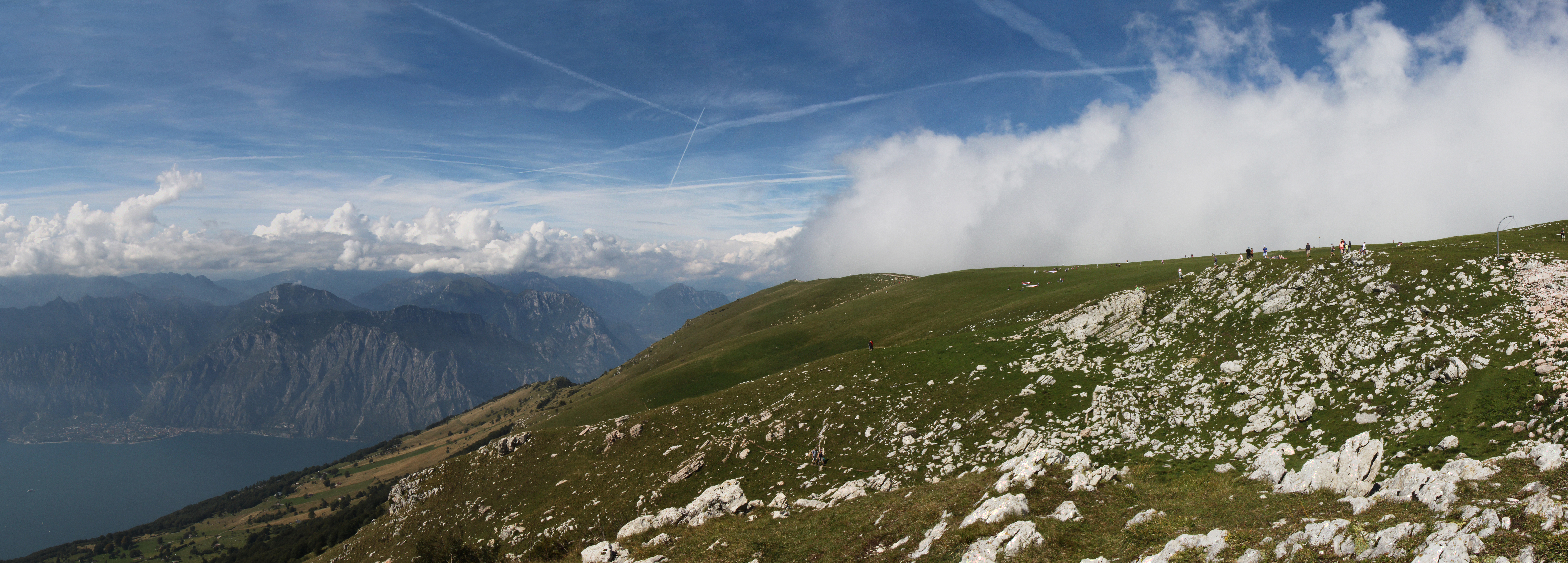
Visuale dalla cima

Lago di Garda dal Monte Baldo

Il monte Baldo è caratterizzato da una notevole individualità geografica. È costituito da una dorsale parallela al lago di Garda che si allunga per 40 km, tra il lago a ovest e la Vallagarina a est. A sud la dorsale è delimitata dalla piana di Caprino e a nord dalla valle di Loppio. Il monte Baldo raggiunge la sua altezza massima ai 2 218 m di cima Valdritta, e la sua altezza minima ai 65 m sul lago di Garda con una prominenza topografica dunque di oltre 2 000 m.
La dorsale è costituita da una piega anticlinale con vergenza verso est. La dorsale può essere divisa in tre parti: l'anticlinale maggiore, ovvero la catena montuosa nel settore occidentale; la sinclinale di Ferrara di Monte Baldo, cioè l'altopiano centrale, che mantiene un'altezza di circa 1 000 m; l'anticlinale minore a est, ovvero le creste che si affacciano sulla valle dell'Adige.
La catena maggiore è formata da due parti, il monte Baldo e il monte Altissimo, che rimane isolato. Le cime, a partire da sud, sono le Creste di Naole (1 660 m), il crinale di Costabella (2 062 m), il Coal Santo (2 072 m), la vetta delle Buse (2 154 m), cima Sascaga (2 134 m), punta Telegrafo (2 200 m), punta Pettorina (2 191 m), cima Fontanelle (2208, anche detta cima Prà della Baziva), cima Valdritta (2 218 m), cima Val Finestra (2 086 m), cima del Longino (2 180 m), cima Pozzette (2 128 m), Dos della Colma (1 830 m) e l'Altissimo (2 078 m).
La notevole presenza di rocce calcaree ha favorito molti fenomeni carsici, sono infatti visibili parecchi monoliti, conche e soprattutto doline, depressioni che si aprono verso grotte più profonde. Sono molto visibili anche sulle rocce dei solchi paralleli, dovuti alla facile erosione delle rocce carsiche da parte dell'acqua. Sono presenti inoltre diverse grotte: la più lunga è la grotta Tanella presso Torri del Benaco, di 362 m di sviluppo, mentre la più profonda in territorio veneto è il Bus de le Tacole, profonda 172 m e nella parte trentina è l'Abisso di Val del Parol profonda 415 m. Sempre a causa del carsismo, le sorgenti sono molto rare, escludendo il versante che dà sul lago di Garda, che presenta, tra l'altro, il fiume Aril, considerato il fiume più corto del mondo. Questo processo erosivo porta inoltre a numerose piccole frane e alla formazione di piccole piramidi di terra.

### Valli, altopiani e passi
Mentre la parte centrale è caratterizzata da due dorsali, una principale e l'altra secondaria separate da una valle, a ovest e a nord sono numerose le valli minori del massiccio. Partendo da sud troviamo:
- Val Vaccara (900–1248 m): unica valle affacciata sul versante occidentale, si presenta stretta e profonda nella prima parte. Presso l'abitato di Prada Bassa si allarga fin quasi a diventare una piana intermontana, per poi restringersi presso Prada Alta. Vicino al paese di Val di Fiès la valle diventa larga e priva di profondità, come un altopiano. Successivamente, dal paese di Chemasi al passo Scale, si stringe di nuovo fra il Monte Quain e la cresta principale montebaldina e diventa più impervia e ripida.
- Valle dell'Orsa (300–1582 m): è la più lunga ed estesa valle del Baldo. Incomincia dal paese di Brentino in Val Lagarina e giunge al passo Cavallo, sopra Novezza. Parte come irta e stretta vallata fino al paese di Fraine, dove si allarga. Gli abitati della vallata principale sono Fraine, Fraine Alta, Ferrara di Monte Baldo, Cambrigar, Lonza, Novezzina, Novezza (località sciistica). A questi se ne aggiungono svariati nelle piccole valli laterali, ad esempio, Saugolo, Valfredda Crocetta e Valfredda di Dentro. Superato il passo Cavallo, una strada si arrampica sul crinale principale a un'altezza di circa 1700 m: è il primo tratto della via voluta dal Generale Andrea Graziani.
- Val Preafesso (700–1582 m): è la più profonda, arriva a 500 metri di profondità. È percorsa dal fiume omonimo, che sul finire della valle crea una cascata e infine si unisce al fiume Aviana. L'unico abitato è il paese di Madonna della Neve.
- Val di Brentonico (300–1390 m): la valle di Brentonico si trova a nord del Baldo e separa il sottogruppo dell'Altissimo dall'altopiano di Brentonico, su cui si trovano Polsa e Prada di Brentonico.
- Valle Alpesina: tra il passo di Prà Alpesina a sud e la val Aviana a nord, è vallata laterale della val Aviana. Vi si trovano 2 abitati: Tredespin e Prà Alpesina, posta a ridosso del passo omonimo, che è una stazione invernale collegata alle piste da sci.

I passi principali del monte Baldo sono: passo Navene (1630 m), passo Crer (1812 m), passo di San Valentino (1390 m), passo Tratto Spino (1704 m), passo Cavallo (1582 m), passo Naole (1815 m), passo del Camino (2128 m), passo Prà Bestemà (924 m) e passo Scale (1248 m). Inoltre è presente un altopiano di forma quadrata che si estende a un'altezza da 600 a 900 metri, affacciato a balcone sul lago di Garda. Vi si trovano gli abitati di San Zeno di Montagna, Lumini, Laguna, Castello, Villanova, Sperane e Prà Bestemà. È noto per la coltivazione del castagno.

### Passi più alti
- Passo di Val Dritta
- Passo del Camino
- Passo di Coal Santo
- Passo Tratto Spino

### Clima
Il monte Baldo presenta un clima dalle diverse caratteristiche a seconda del luogo e dell'altitudine, inoltre l'estate presenta un clima più vicino a quello prealpino - subalpino, mentre l'inverno un clima più tipicamente alpino, con le precipitazioni condensate in inverno e primavera. 
Il versante sul lago di Garda vede temperature medie più alte rispetto al versante della Vallagarina, nonostante l'altezza simile, grazie all'influsso del lago, la cui aria calda risale attraverso le valli; sulla costa lacustre la temperatura media è di 13 °C, mentre nella Vallagarina le temperature si abbassano di qualche grado. A 1.000 m la temperatura media è di 9 °C, e sui 2.000 m scende a 2 °C.
Ci sono notevoli differenze anche per quanto riguarda le precipitazioni: sul versante del lago piovono circa 950 mm d'acqua, in particolare in primavera e autunno, mentre a Ferrara di Monte Baldo ben 1300 mm. I mesi più asciutti sono gennaio e luglio. La neve tende a persistere nei mesi invernali solo sopra i 1.000 m, mentre al di sotto di questa quota la neve rimane per brevi periodi dopo le precipitazioni.

## Geologia

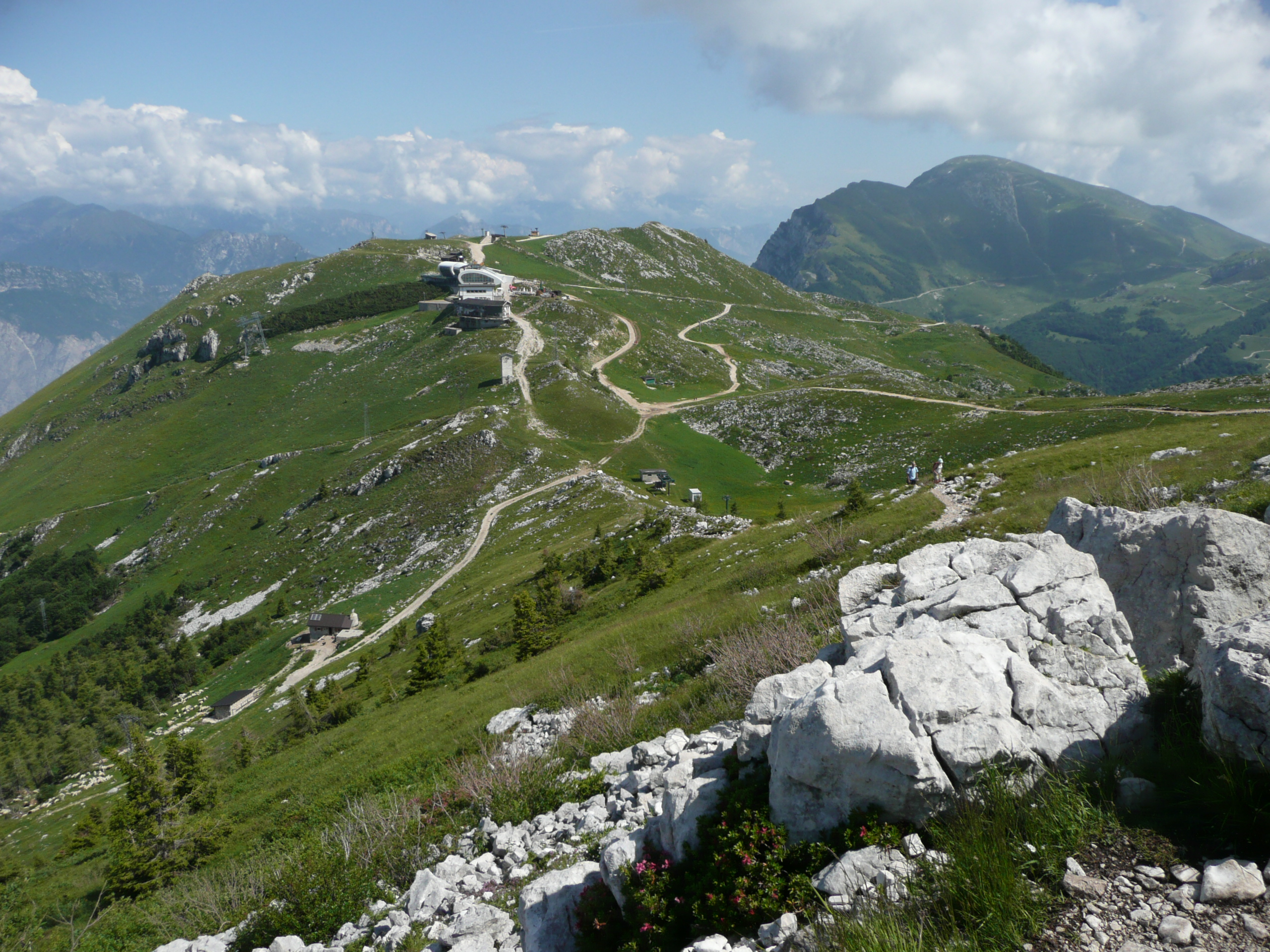
Vista della stazione di arrivo della Funivia da Malcesine

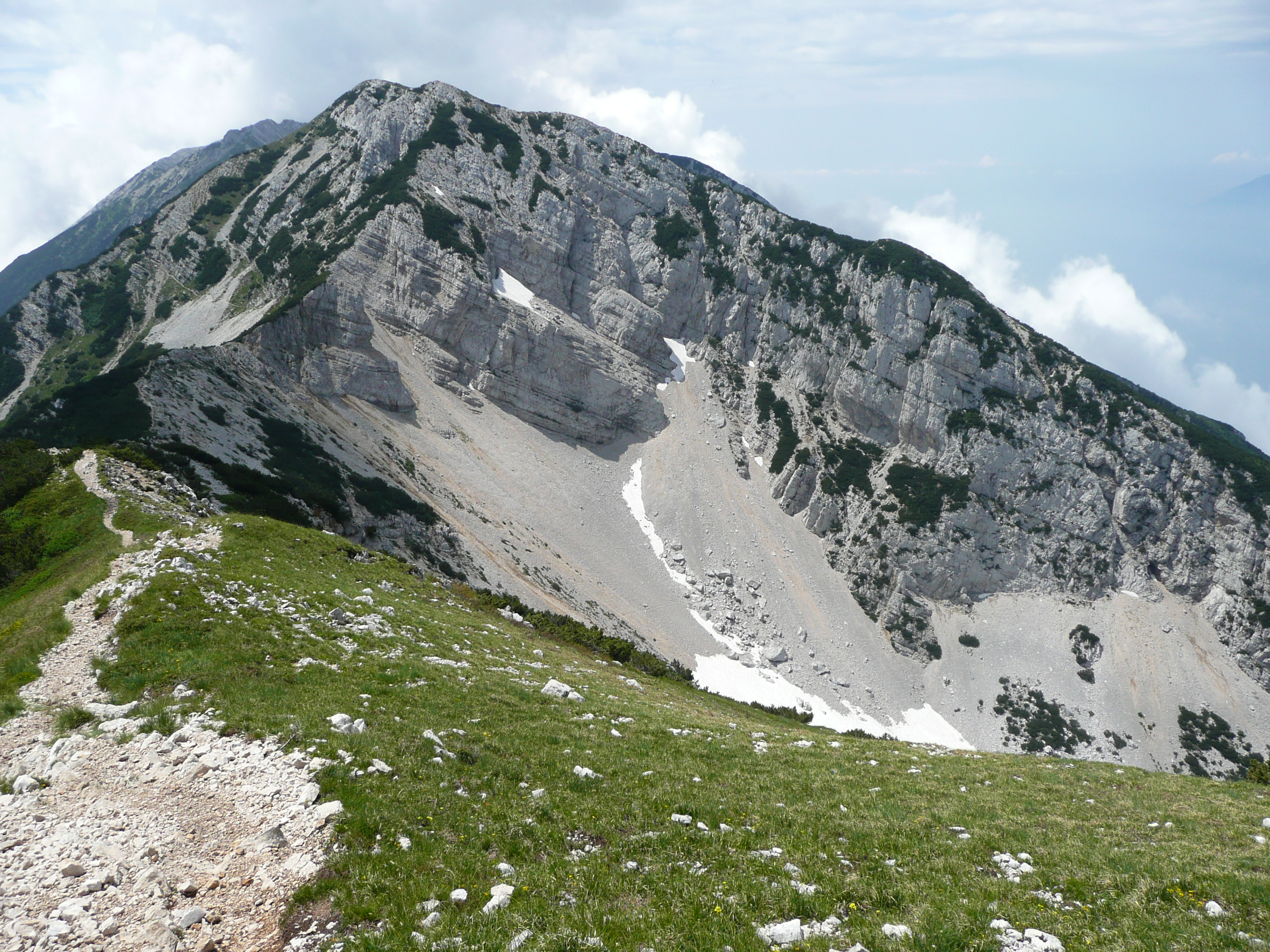
Cresta del Monte Baldo

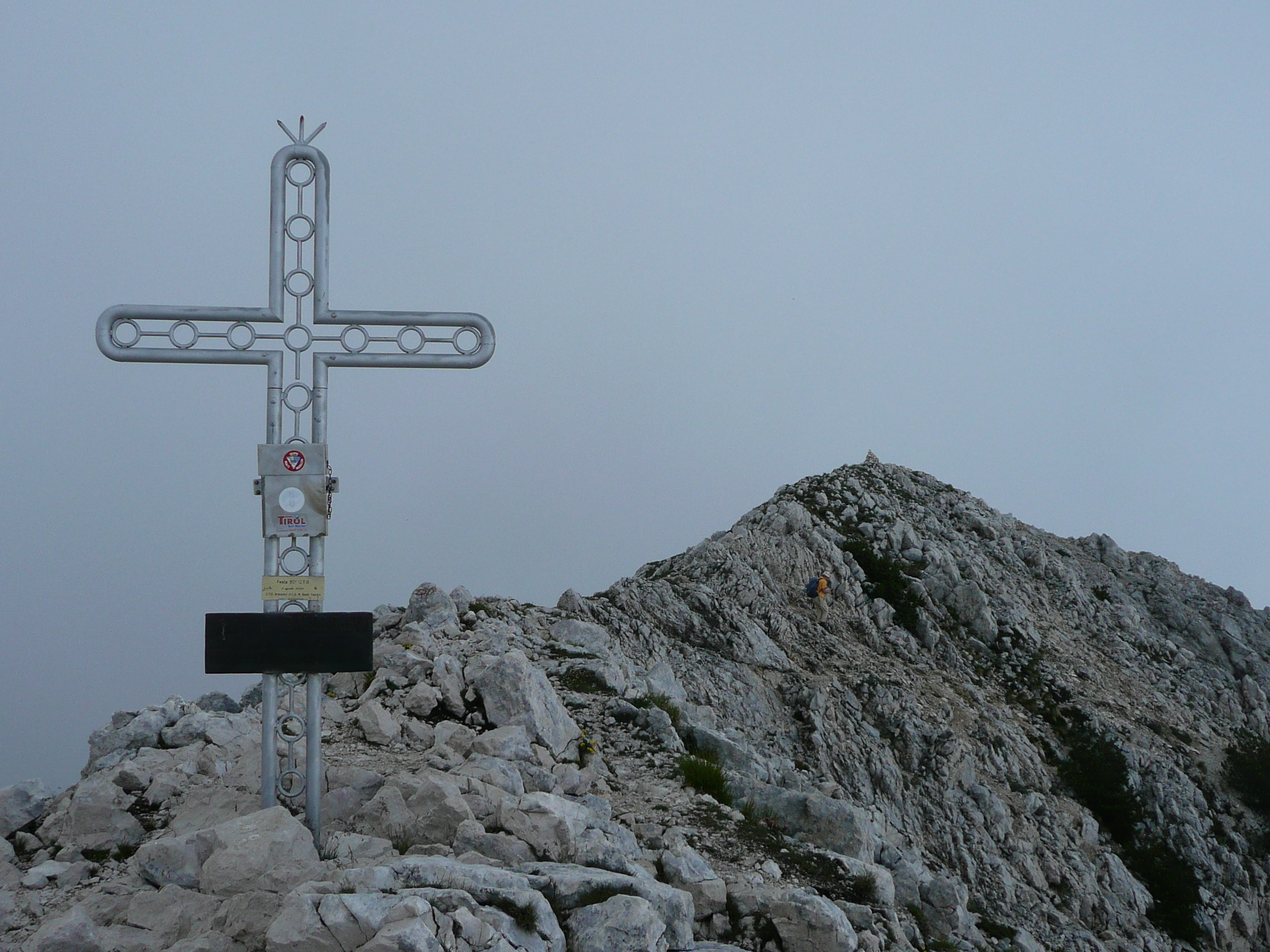
Cima di Valdritta

Il monte Baldo è formato per lo più da rocce sedimentarie, in particolare calcare e dolomie formatesi tra il Triassico e l'Oligocene nell'Oceano Tetide, che allora ricopriva questa zona. L'innalzamento della catena ebbe inizio 40 milioni di anni fa, nell'ambito dell'orogenesi alpina.
Si possono trovare anche sporadici affioramenti di basalti e tufiti. Col tempo gli agenti atmosferici hanno eroso le cime creando le forme attuali. Il versante occidentale dell'anticlinale maggiore presenta la stratificazione delle rocce a franapoggio, cioè disposte inclinate verso il lago, mentre il versante orientale dello stesso presenta la testata degli strati, spezzati e interrotti da faglie.
Nella val Dritta, vallata del versante occidentale dell'omonima cima, sono presenti tipiche rocce eruttive (basalto afibolico, trachidoleriti, monchiquiti, orneblenda bruna barkevikite). Affioramenti di rocce basaltiche sono evidenti tra Spiazzi e Ferrara di Monte Baldo, anche nei pressi di Brentonico sulle carte geologiche sono segnalati basalti e tufiti in quantità.
Nelle aree di Dossioli di Madonna della Neve, nella zona di Corna Piana e nella Val Parol (nel fondo della quale si trova il secondo abisso per profondità del Trentino-Alto Adige) sono presenti vulcaniti facenti parte della cosiddetta Provincia Vulcanica Terziaria del Veneto Sud-Occidentale. Diversi noduli ferrosi affioranti sui calcari sono rilevabili nella cosiddetta Contrada del Ferro nella zona di Ferrara di Monte Baldo.

## Flora
Il monte Baldo viene anche chiamato il giardino d'Europa per via del grande patrimonio floristico. Grazie alle sue caratteristiche morfologiche molto varie presenta varie zone climatiche, in particolare sono presenti la fascia mediterranea (fino ai 700 m), la fascia montana (dai 700 m ai 1.500 m), la fascia boreale (dai 1.500 m ai 2.000 m) e la fascia alpina (dai 2.000 m). Ognuna di queste fasce possiede una vegetazione diversificata.

### Fascia mediterranea
Nella fascia mediterranea più bassa sono presenti soprattutto alberi ad alto fusto come il leccio, il carpino nero, l'orniello e la roverella. È molto diffusa anche la coltivazione dell'olivo, soprattutto sulle rive del lago di Garda, mentre poco più in alto (sempre nella fascia mediterranea) si possono trovare piantagioni di castagno, avena e foraggio. Vivono in questa fascia inoltre molte specie a fusto basso o senza fusto, come l'orchidea, il cappero, il rosmarino, il ligustrello, la lantana, l'ilatro, l'alloro, l'albero di Giuda, la saponaria rossa, la frassinella, la primula, il fior d'angiolo, la valeriana rossa, lo scotano e il bagolaro.

### Fascia montana
Questa fascia è caratterizzata da foreste di faggio, tiglio, carpino nero e abete bianco. Sono presenti anche boschi di larice e peccio, l'acero di monte e oltre i 1.000 m vi sono molti pascoli e prati, in cui l'erba dominante è la gramigna, ma sono molto presenti anche erbe come i trifogli, l'anemone, il giglio, la dentaria e la scilla silvestre. Sono presenti anche la coralloriza, il caprifoglio, la madreselva.

### Fascia boreale
La fascia boreale è composta soprattutto da pino mugo, ma sono presente anche il sorbo alpino, il ginepro alpino e l'erica. La flora di questa fascia è dotata di fioriture molto vistose, in particolare del croco bianco, della genziana, della vulneraria e, di grande importanza, le endemiche carice del Baldo (Carex baldensis), l'anemone del Baldo (Anemonoides baldensis) e la rara pianella della Madonna (Cypripedium calceolus).

### Fascia alpina
Questa fascia è in assoluto la meno estesa, copre dai 2 000 m ai 2 200 m, ovvero le vette più alte, praticamente la dorsale rocciosa. La vegetazione è di tipo rupestre, e le uniche specie visibili sono la potentilla, il raponzolo e il rododendro. Ci sono anche altre erbe, di cui la più importante il raro caglio del monte Baldo.

## Fauna

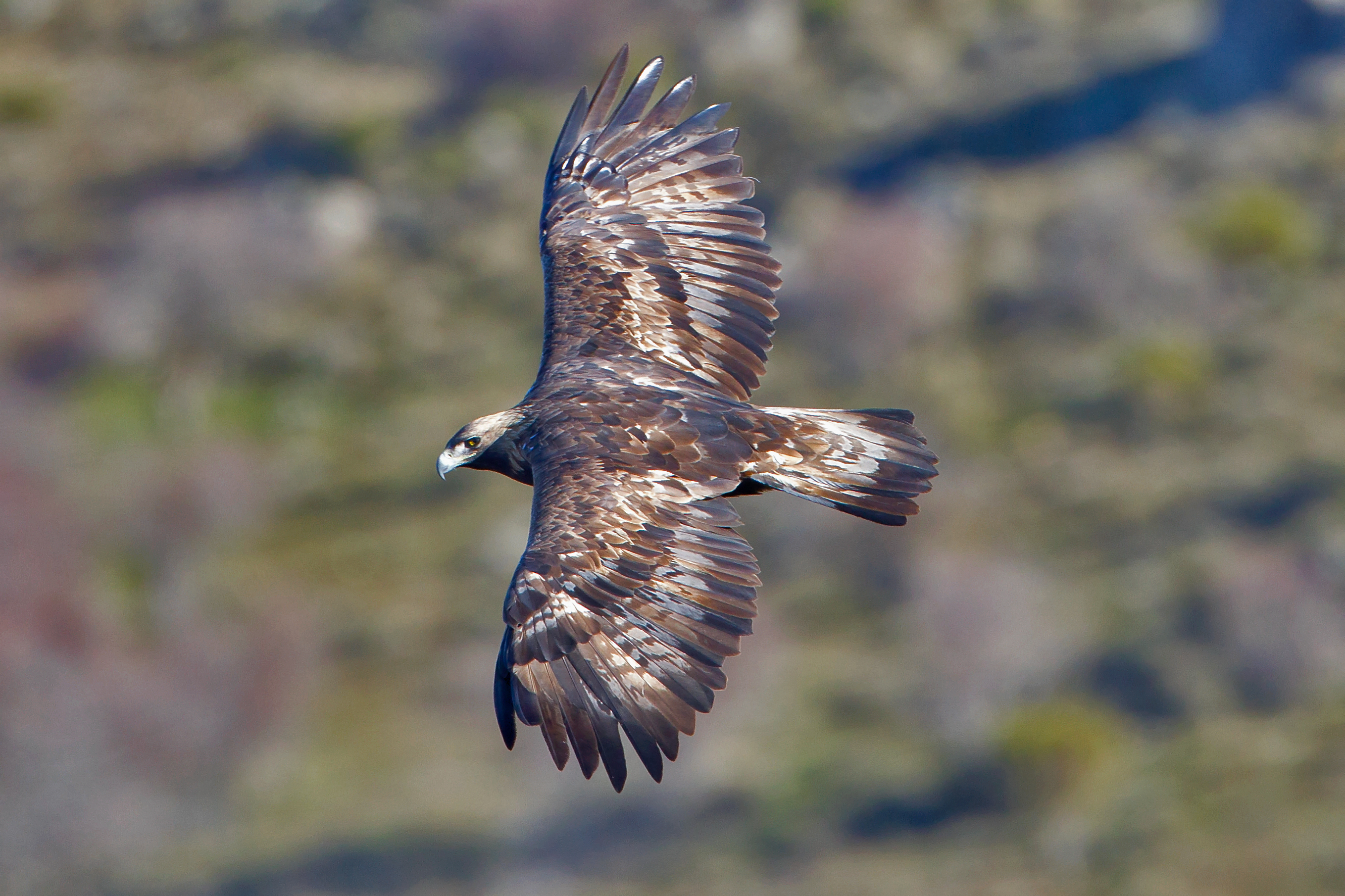
Il ritorno dell'aquila è stato favorito dalla reintroduzione della marmotta

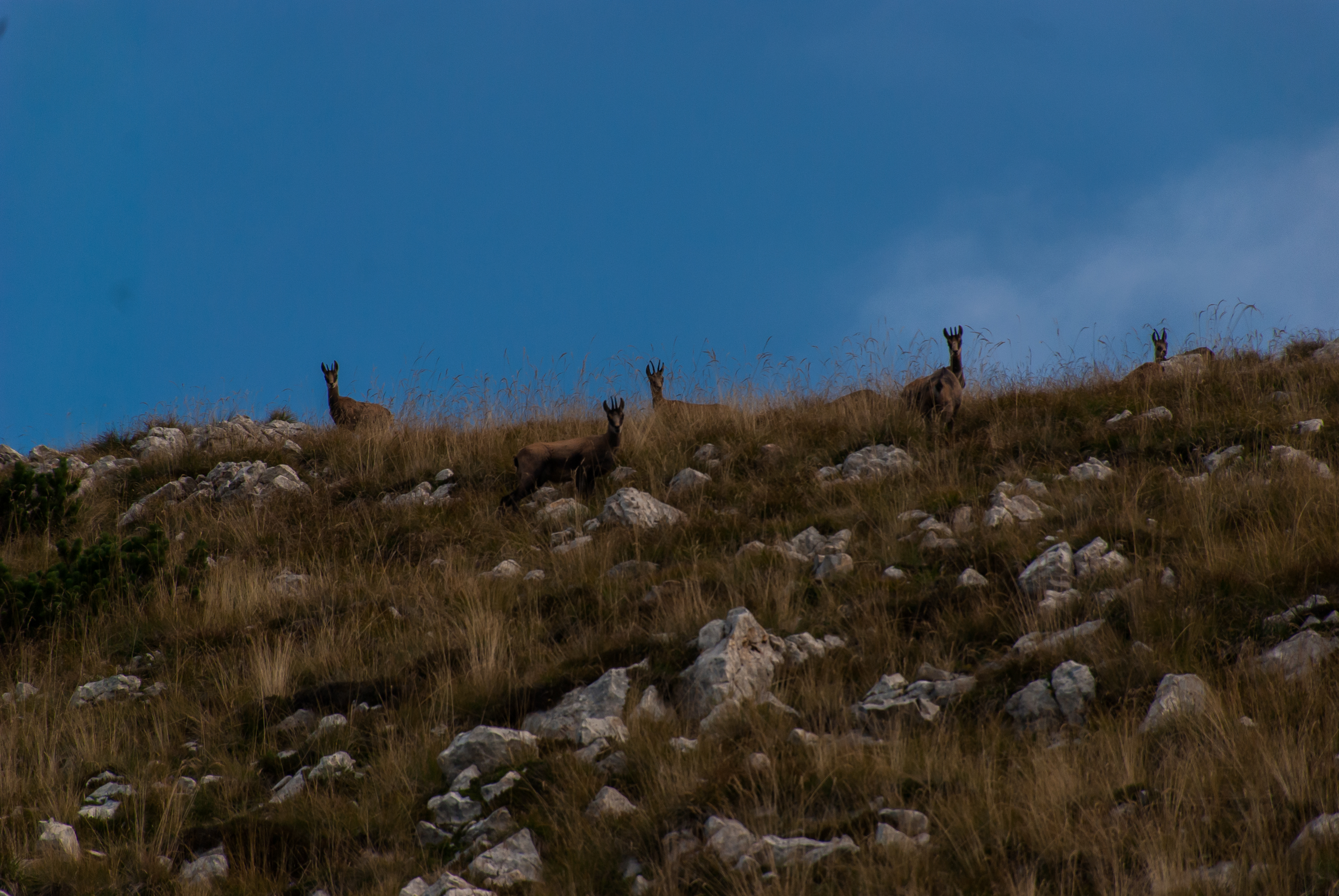
I camosci sono stati reintrodotti nel 1987

Il massiccio del monte Baldo è caratterizzato da una grande varietà di fauna selvatica, ma, a causa della presenza dell'uomo, la grande varietà non è supportata dalla quantità di individui per singola specie. Vi sono, in compenso, una grande varietà e quantità di specie animali invertebrate, di cui alcune endemiche, come il coleottero pini (Cychrus cylindricollis), il quale si può trovare solo sul monte Baldo e nelle prealpi lombarde. Vi è una lepidotterofauna che conta ben 2 085 specie censite di cui alcune endemiche o rare. Gli uccelli sono abbastanza numerosi e si possono osservare nei pascoli e fitti boschi del massiccio il fringuello alpino, lo spioncello, la pispola, il sordone, il culbianco, lo stiaccino, il codirossone, l'upupa, la coturnice, il codirossone, il gracchio alpino e quello corallino, il corvo imperiale, il gallo cedrone, il gallo forcello, la pernice bianca, il francolino di monte, il picchio nero, il picchio muratore, il gheppio, il nibbio reale, il biancone, il falco pellegrino, il lanario, la poiana, lo sparviero, l'astore, il barbagianni, la civetta nana, la civetta capogrosso, l'allocco, il gufo reale e l'aquila reale, che ad oggi conta ben tre coppie nidificanti con la relativa prole tra il rilievo trentino e quello veneto ( dati 2025 ). I mammiferi presenti sono il cervo, il capriolo, il camoscio alpino (reintrodotto nel 1987), il cinghiale, la volpe, la faina, la martora, la donnola, l'ermellino, la marmotta (reintrodotta nel 1975), la lepre comune, il riccio, il ghiro, il moscardino, la crocidura minore, il toporagno alpino, l'arvicola delle nevi, il topo selvatico dal collo giallo, l'istrice, la talpa europea, il tasso, lo scoiattolo, l'arvicola di Fatio (presente qui con l'unica colonia del Trentino meridionale) e nelle numerose grotte e caverne naturali si contano varie specie di chirotteri. 
Inoltre, nel 2017 un esemplare di sciacallo dorato venne ripreso nella zona del Baldo con una fototrappola. Da allora si sono verificati altri sporadici avvistamenti di vari individui sul massiccio accertando un nucleo riproduttivo di recente formazione in territorio veneto. C'è anche la segnalazione di un gatto selvatico riferente al monte Altissimo, confermando la presenza della specie sul Baldo. 
Si segnalano anche saltuari avvistamenti di linci, difficilmente confermabili, soprattutto nel settore trentino.
Nel 2007 vi si stabilì un giovane esemplare di orso bruno proveniente dall'area del Parco Adamello-Brenta, nel Trentino Occidentale. Anche negli anni successivi si segnalarono in aumento tracce e avvistamenti di altri individui, provenienti sempre dal Trentino. Ad oggi il plantigrado è più presente con esemplari maschi erranti (tre certi nel 2024 secondo il Rapporto Grandi Carnivori 2023) e almeno due femmine riproduttive avvistate con relativa prole nell'ultimo biennio. Nel 2019 ci sono stati avvistamenti di lupi, provenienti dai vicini Monti Lessini. Nel 2020 è stata registrata una prima cucciolata nata sul Baldo trentino. 

## Storia

### Prime tracce umane
Sul Monte Baldo sono state trovate tracce di presenza umana fin dal paleolitico, fino a circa 2 000 m di altitudine. 
La maggior parte delle tracce dei primi uomini che hanno percorso il Monte Baldo è stata scoperta dall'archeologo veronese Domenico Nisi, che ha individuato un vero e proprio itinerario di passaggio in quota rilevando più di 100 siti. La strumentazione rinvenuta permette di comprendere che questa catena montuosa era molto frequentata in antico: vi sono labili testimonianze del Paleolitico Inferiore, abbondanti del Paleolitico Medio, uomo di Neanderthal, fino al Mesolitico recente.
Nisi sostiene che questa "pista" utilizzata dai primi cacciatori paleolitici è stata impiegata successivamente dagli ultimi cacciatori mesolitici e dai primi pastori: molto probabilmente Oetzi, la Mummia del Similaun, visto che aveva con sé selci del Monte Baldo, aveva percorso questa via di penetrazione che dalla pianura veneta (arco morenico del Lago di Garda) porta fino nel cuore delle Alpi costituendo la direttrice principale dei processi di antropizzazione della parte centrale della catena alpina (Trentino, Alto-Adige e Austria). Infatti, Nisi ha individuato per la prima volta al di là del Similaun, nell'attuale Austria, la presenza dei cacciatori mesolitici riconoscendo la principale via di penetrazione delle Alpi: Monte Baldo, Monte Stivo, Monte Bondone, Monte Paganella, Monti della Mendola, Ultental, Schnalstal, Similaun, Oetztal.
Durante il neolitico, la zona di Rivoli divenne luogo abitato per via del passaggio di vie che venivano dalle Alpi e dalla pianura Padana, e di questo periodo sono stati ritrovati pugnali, piccole statue e tre sepolture. Nell'età del bronzo sorsero numerosi villaggi, e sono stati ritrovati numerosi vasi decorati e oggetti risalenti a questo periodo. Precedentemente allo stanziamento dei Romani, erano insediate popolazioni retiche. I Romani cominciarono a stanziarsi dal I secolo a.C., per via dell'importanza strategica del luogo.

### Storia contemporanea
Durante la prima guerra d’indipendenza, il versante orientale del Monte Baldo fu teatro di avvenimenti bellici, legati all’importanza strategica, per l’esercito piemontese, del possesso dei passi Cerbiolo, Campione e Corona per il controllo della Valle di Novezza e della Val d'Adige, lungo le quali si muovevano le truppe dell'Esercito imperiale austriaco. 
Il 18 giugno 1848, sulle alture di Basiana e Pravazzar, i Piemontesi, con un contingente di 700 uomini costituito da un battaglione di fanteria e da volontari bersaglieri, in gran parte studenti, riuscirono a respingere, dopo uno scontro durato circa tre ore, un attacco notturno portato da oltre 2 000 austriaci provenienti da Madonna della Neve. Lo scontro costò all'Esercito sabaudo tre morti e circa quindici feriti, agli austriaci una trentina di morti, vari feriti e una quindicina di prigionieri Tra i piemontesi persero la vita i volontari bersaglieri Antonio Longoni, Sebastiano Roggiapane e Giovanni Battista Sacchieri..
Il 22 luglio 1848 una compagnia dell'Esercito sabaudo resistette a lungo a un attacco di circa 6 000-7 000 austriaci sulla linea Sdruzzenà-Fortino di Peagne, grazie alle opere di difesa predisposte sul Fortino, tuttora visibili, tra cui un cannoncino; dopo quattro ore di combattimento venne dato l'ordine di ripiegare su Rivoli. La strenua difesa trattenne gli austriaci per il tempo sufficiente affinché i reparti dell'Esercito piemontese, di stanza a Rivoli, potessero ricevere rinforzi e conseguire la vittoria, che sarebbe stata vanificata poi dalla sconfitta di Custoza del 25 luglio. Alcuni caduti nello scontro, sia piemontesi sia austriaci, furono sepolti nella località Buse dei Morti, dove esiste ancora un tumulo con una grande croce recante alcuni nomi.

## Turismo

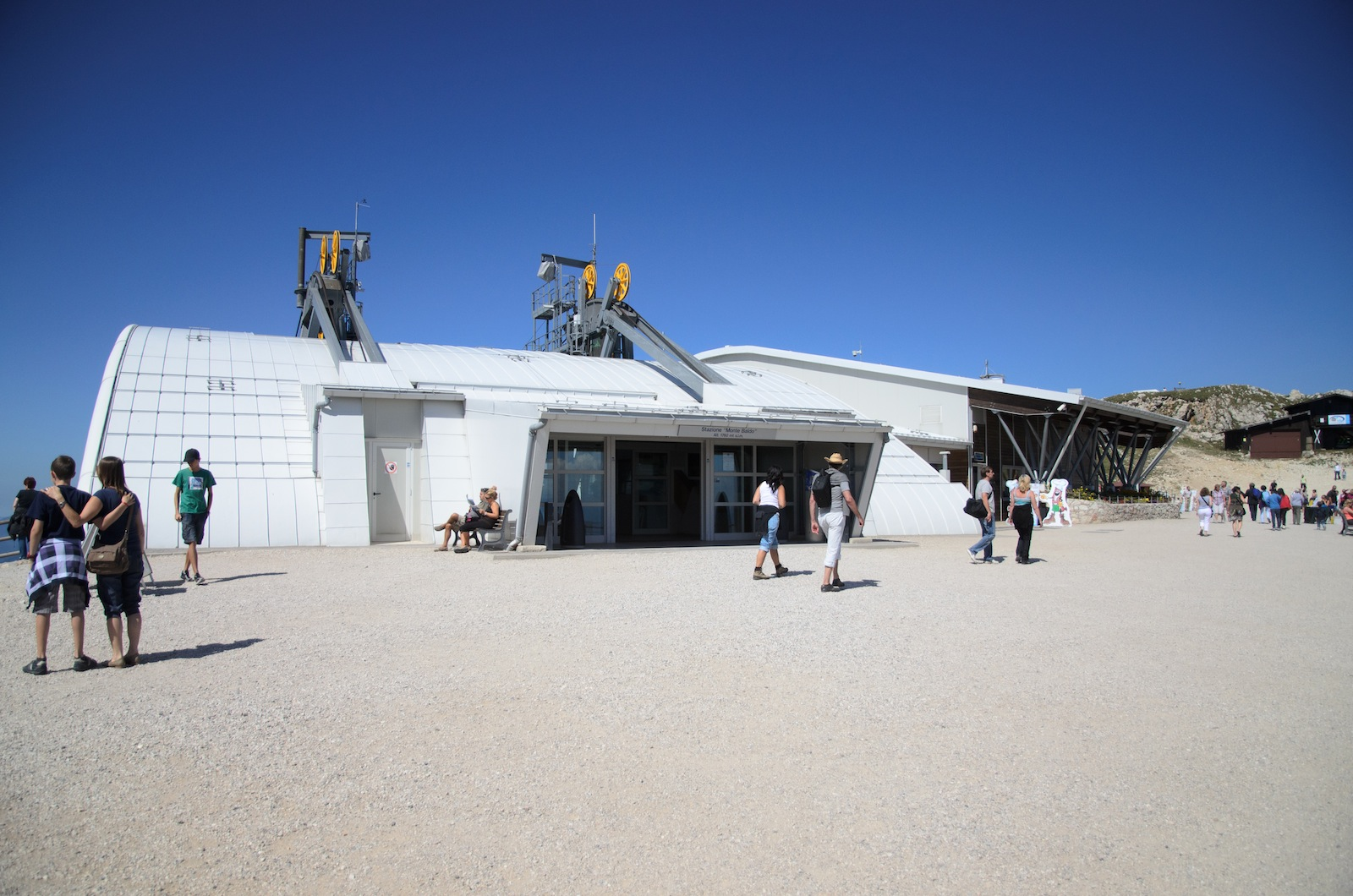
L'arrivo della funivia Malcesine-Monte Baldo

Sulle pendici del monte, nel territorio di Ferrara di Monte Baldo, scavato nella roccia, vi è il Santuario della Madonna della Corona, meta di pellegrinaggi.

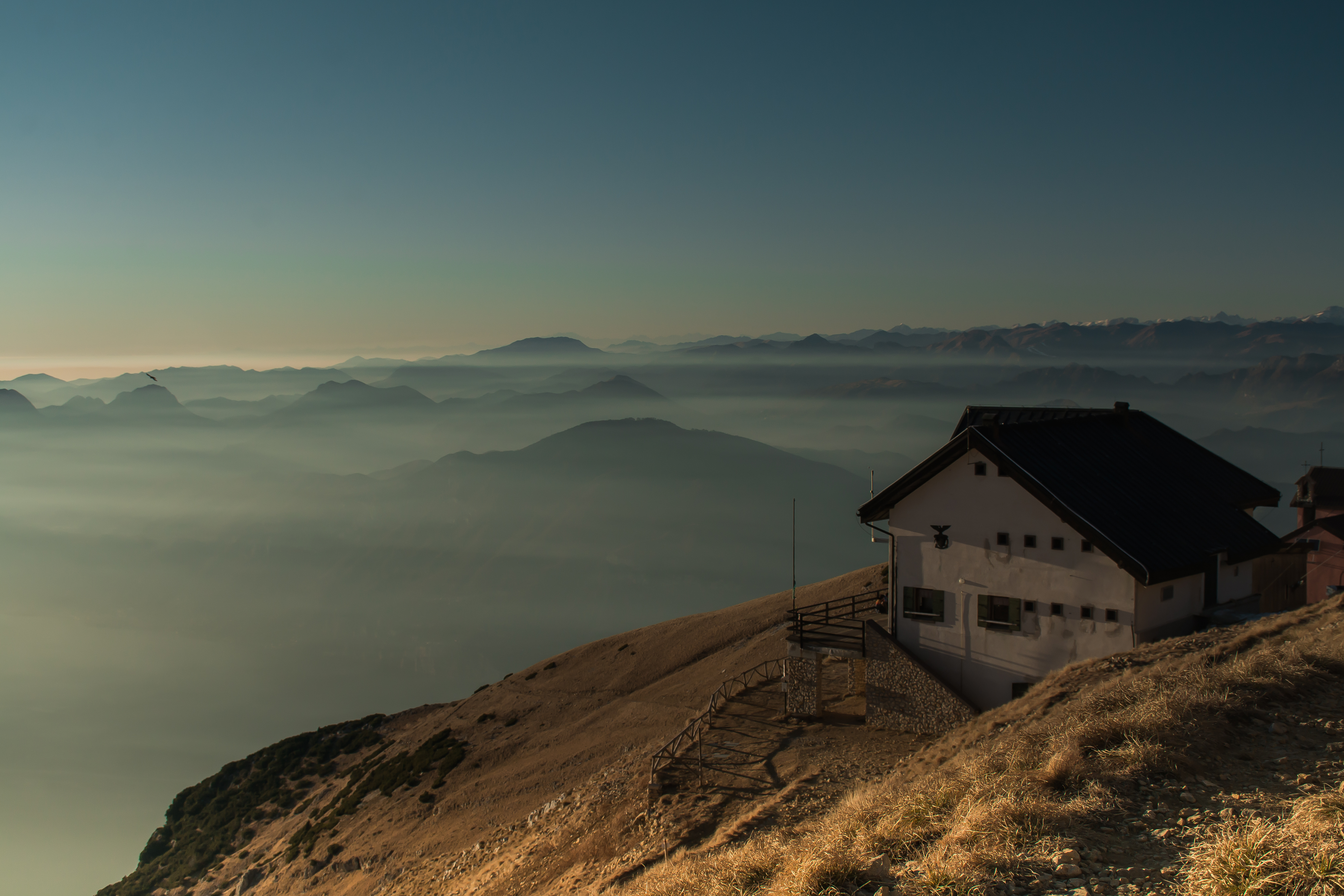
Il rifugio Gaetano Barana al Telegrafo

Il Baldo ha sviluppato un turismo basato in particolare sull'escursionismo estivo, l'equitazione e sulla preservazione dell'ambiente naturale della montagna.

### Rifugi
I rifugi presenti sono: 
- rifugio Gaetano Barana al Telegrafo (2 147 m);
- rifugio Cedron (1 232 m);
- rifugio Giovanni Chierego (1 911 m);
- rifugio Fiori del Baldo (1 815 m);
- rifugio Damiano Chiesa (2 060 m);
- rifugio Fos-ce (1 430 m);
- rifugio Aldo Mondini (1 605 m);
- rifugio Monte Baldo (1 180 m).

### Impianti da sci
- Prà Alpesina, Passo Tratto Spino (1 450–1 850 m): è una località sciistica collocata nella zona nord della catena tra località Prà Alpesina e il dosso Stella; è raggiungibile sia in macchina da Avio sia da Malcesine in funivia.
- Ortigaretta alla Costabella (1 550–2 053 m): partono da località Ortigaretta e giungono al rifugio Costabella presso il rifugio Fiori del Baldo; sono gli impianti più in quota, raggiungendo i 2 053 m.
- Polsa, San Valentino (1 250–1 610 m): è la più bassa stazione sciistica del Baldo e l'unica interamente in territorio Trentino; le sue piste sono servite da tre seggiovie da quattro posti, da due tapis roulant al campo scuola di Polsa e tre al campo scuola di S. Valentino loc. Mosee. Sono inoltre presenti uno ski-lift che collega Malga Vignola con le omonime Colme e un altro biposto (ancore) con partenza da Passo S. Valentino, aperti saltuariamente.
- Novezza - Novezzina

### Storia dello sci sul Baldo
Lo sci sul Baldo incomincia negli anni trenta. Nel territorio trentino la prima stazione a nascere è Polsa, situata nell'alta Val di Brentonico (o altopiano), ai piedi del Corno della Paura.
In territorio veronese la prima stazione a nascere è Prà Alpesina, dove compare anche la prima seggiovia; situata vicino alle cime del Baldo sulla Montagna d'Alpesina.
Negli anni cinquanta e sessanta incomincia un boom dello sci: nasce prima la stazione sciistica dell'alpe di Costabella, con visuale dal Monte Bianco alla laguna di Venezia, successivamente nascono anche: la stazione di Passo Tratto Spino, sopra Malcesine con la costruzione della funivia Malcesine-Monte Baldo e la stazione di San Valentino ai piedi del Monte Altissimo di Nago sul Passo San Valentino.

Veduta del Lago di Garda dalla cima della funivia di Malcesine sul Monte Baldo

## Citazioni letterarie
Il Monte Baldo è ben descritto dal botanico e farmacista Francesco Calzolari ne Il viaggio di Monte Baldo della magnifica città di Verona nella quale si descrive con meraviglioso ordine il sito di detto monte et d'alcune parti ad esso contigue, et eziandio si narra d'alcune segnalate Piante et Herbe che ivi nascono et che nell'uso della medicina più di tutte l'altre conferiscono (1566).
Traduzione dal latino:
«Baldo, monte in Italia rinomatissimo, nelle gole dell'Alpi, donde la Rezia dall'Italia è divisa, ben alto e largo risiede, ai confini del contado Veronese e del Trentino. Ergendo esso infra le nubi sue cime, tutti i circostanti monti in altezza vince e sorpassa, di modo che per amenità, per sito e per bellezza nessun altro gli vada innanzi. Da oriente mette le sue radici in riva all'Adige, e da occidente sulle rive amenissime del Benaco. Quindi si stende, dal mezzodì con una certa agreste pianura, e da tramontana cogli altri monti confina dell'Alpi. Dal suo più alto giogo, con gran diletto e maraviglia de' risguardanti, si vede a sinistra scorrergli un torrente, che da dirupati e altissimi scogli sbucando, per molto angusta e tortuosa gola giù scorre a valle rapidamente. Dall'altro lato miransi più bassi colli, e fertilissime vallette, delle quali sta a fronte assai spazioso tratto campestre e piano, ma incolto e senz'alberi; di modo che un largo e tranquillo mare ne rappresenti. Da una parte con vario rigirarsi gli discorre l'Adige; il quale, commecché grande fiume egli sia, pure per la distanza, a chi'l mira dall'alta cima di questo monte, picciol rivo rassembra, e dentro nella città entrar si vede. Vedesi pure la città stessa di Verona, per guisa che il suo sito, la forma, gli edifizj, tutto il suo giro e cascheduna sua parte e distintamente vi si riconoscono. Che s'egli accede che il cielo per bel seren sia tranquillo, tutta la pianura del veronese contado vi si ravvisa. Veggonsi pure le città, èvicini paesi, che al chiaro agli occhi de'risguardanti si fanno, quasi che fossero in tavola o piuttosto in tela dipinte con ogni grazia e artifizio del pennello di fiammingo pittore. Dall'altra parte s'affaccia il Benaco; il quale, quantunque sia discosto sei miglia, pur sì vicino apparisce, stante l'altezza della cima, che se taluno si desse a giù correre senza riegno della persona, sbigottirebbe di paura, parendogli ad ogni tratto dover in esso giù capovolgere. Da costassù miransi dattorno al logo inaccessibili montagne alpestri, e rupi, e cavernosi scogli ertissimi e di nuda selce; ma scorgonsi più dappresso alle rive le amenissime piagge, ricche di ulivi e di mirti, ad una con le verdeggianti colline, di odorosi e folti lauri vestite. Castelli e terre eziando, isole e penisole, il navigare e il pescare, e l'onde pur mo placidissime, e tosto rigogliose, e ai lidi fremere, e dalle stesse cime veggonsi al porto i naviganti affrettare. V'ha di più cosa, che forse parrà strano a tualuno, ed è, che sovrastando la vetta sereno il cielo, alqualto più dabbasso a pari tempo si vegga per foltissime nebbie oscurare, e lampeggiare, e tonare terribilmente, e in grandini, e in piogge dirompere sovresso il lago con impetuoso scrosio e fragore, non senza gran danno de'naviganti. Le quali tutte cose, tanto belle, dilettevoli e ammirande, fanno sì che dello stupore alcuni in certa guisa ne vadano sbalorditi. Il perché si come l'occho de'risguardanti sazio nel rimirar non si trova; così ne anche v'ha la lingua, che vaglia a tutte dirle e rappresentarle. Cotanta è poi nello stesso monte la varietà dei luoghi ed delle cose, che troppo lungo sarebbe tutte con ordine ricordarle. Imperciocché vi sono valli non picciole in esso di vivo masso, erte, e inchinate, e scheggiose, e forte sparute; così viceversa praterie di pascoli assai pingui e ampie, smaltate di varia spezie d'erbe e di fiori, e alcune di loro piane e ombrose, e altre inchinate e apriche. Quivi pure scaturiscono spesse e chiare sorgenti di limpidissime acque, non solo né bassi luoghi del monte, ma di mezzo e al sommo de'suoi gioghi, delle quali tanta né la copia, che ben ne hanno a dissetarsi numerose gregge e armenti. A queste fonti non solo i montanari èi pastori, ma sogliono usare di ristorarsi i botanici, che di costà vangono affaticati in cerca di piante, disponendo in sull'erba i loro cibi e bevande. E per non dilungarmi lascio da parte le frondose e folte selve di faggi, di querce e d'elci, e alcune di soli castagni, et altre in cui vengono i silvestri pini, i larici e gli altissimi abeti. Del resto che dirò del variare dell'aria e del cielo! Cose mirabili certamente! conciossiaché quelli che tutta cotesta montagna van discorrendo, provan dell'aere, anche a brevi intervalli, grande variazione; per modo che sembra a parecchi di aver cambiato clima, non che paese, e ciò perché questa parte è volta al levar del sole, quella al cadere; alcuna dal sole è abbruciata, e altra a perpeta ombra soggiace. Qua il sito è freddo in tutta la state per neve e per gielo; là poi per calore divampa. A certe altre parti quasi per tutto l'anno v'ha una temperatura da primavera; per la quale la diversità di luoghi e di siti la cotanto diversa copia di piante in questo terreno germoglia, che non più in nessun altro d'Italia. Le radici di cotesto ammirabile monte sono distanti da Verona da venti miglia, e cinque o sei dalle falde alla cima.»